# 百越凤尾蕨
百越凤尾蕨（学名：Pteris fauriei var. chinensis）为凤尾蕨科凤尾蕨属下的一个变种。

## 扩展阅读
- 維基物種上的相關：百越凤尾蕨